# Трилогия (Сорокин)
«Трилогия» или «Ледяная трилогия» — цикл из трех романов российского писателя Владимира Сорокина, впервые опубликованных в период с 2002 по 2005 год. Трилогия состоит из трёх романов — «Путь Бро», «Лёд» и «23000».

## История
В 2002 году Владимир Сорокин опубликовал роман «Лёд». Осенью 2004-го был опубликован «Путь Бро» — приквел о том, откуда взялся Лёд и Братство Света (Тунгусский метеорит). Последний роман цикла, «23000», был опубликован только в составе сборника «Трилогия» в 2005 году (по выходным данным книги - в 2006 году). В 2009 году «Трилогия» была выпущена издательством «АСТ» с другим оформлением и под названием «Ледяная трилогия».
В книге «Трилогия» романы идут в другом порядке — сначала «Путь Бро», а затем «Лёд» и «23000». Это объясняется тем, что Путь Бро — приквел романа «Лёд» и его действие, следовательно, происходит раньше описываемых в романе «Лёд» событий.

## Сюжет
Братство Света было основано Бро — человеком, нашедшим загадочный космический Лёд в месте падения Тунгусского метеорита и чьё сердце пробудилось первым из-за прикосновения ко Льду. Бро пробудил Фер — сестру Света, и с помощью неё ищет голубоглазых и светловолосых людей со спящими сердцами сначала в России (стране Льда), а затем и по всему миру. Затем Бро передаёт все свои знания и 23 слова, с помощью которых братья и сёстры разговаривают сердцем, сестре Храм. Братья и сёстры находят человека, похищают его, отводят в уединённое место, и бьют по грудной клетке молотом с ледяным наконечником, говоря при этом «Говори сердцем!». Если сердце дрогнуло, человек становится братом или сестрой, они получают возможность говорить сердцем с другими братьями и сёстрами и по-особому смотрят на мир. В XX веке Братья были чекистами и нацистами (об этом рассказывается в романе «Путь Бро» и второй части романа «Лёд»), а в современное время стали могущественной корпорацией LЁD. Они равнодушны к обычным людям — по их мнению, у тех сердца мертвы с рождения, и они являются мясными машинами, или просто «мясом». На планете Земля Братьев Света всего 23000, они мечтают стать снова лучами Света Изначального, именно поэтому им нужно найти друг друга, образовать большой круг и всем вместе заговорить сердцем. Как только это произойдет, Земля исчезнет, а они снова станут лучами света.

## Рецензии

### На «Путь Бро»
- Дмитрий Бавильский (13 сентября 2004). Сорокин forever! Знаки препинания. Главная книга осени — Владимир Сорокин «Путь Бро», роман. Издательство «Захаров». Топос, литературно-философиский журнал (56). Дата обращения: 17 марта 2025.
- Игорь П. Смирнов (2004). Владимир Сорокин. Путь Бро. Критическая Масса (4). Дата обращения: 17 марта 2025.

### На «Лёд»
- Вера Номеровская. Четыре романа Владимира Сорокина, с которыми у меня «отношения». Rus.Lsm.lv (11 февраля 2018). Дата обращения: 17 марта 2025.

### На «Трилогию»
- Алла Латынина (2006). Сверхчеловек или нелюдь?. Новый мир (4). Дата обращения: 17 марта 2025.